# Masato Sasaki
Masato Sasaki (佐々木 雅士?, Sasaki Masato; Chiba, 1º maggio 2002) è un calciatore giapponese, portiere del Kashiwa Reysol.

## Carriera
Sasaki è cresciuto nel settore giovanile del Kashiwa Reysol, dove ha debuttato il 27 marzo 2021 nell'incontro di Coppa J.League vinto 1-0 contro l'Urawa Reds. Il 2 giugno seguente ha firmato il suo primo contratto professionistico ed è stato definitivamente promosso in prima squadra. Nel 2022 è stato segnalato dal CIES come uno dei giovani portieri più promettenti al mondo.

## Statistiche

### Presenze e reti nei club
Statistiche aggiornate al 8 luglio 2024.
| Stagione        | Squadra         | Campionato      | Campionato | Campionato | Coppe nazionali | Coppe nazionali | Coppe nazionali | Coppe continentali | Coppe continentali | Coppe continentali | Altre coppe | Altre coppe | Altre coppe | Totale | Totale | Totale |
| Stagione        | Squadra         | Comp            | Pres       | Reti       | Comp            | Pres            | Reti            | Comp               | Pres               | Reti               | Comp        | Pres        | Reti        | Pres   | Reti   |        |
| --------------- | --------------- | --------------- | ---------- | ---------- | --------------- | --------------- | --------------- | ------------------ | ------------------ | ------------------ | ----------- | ----------- | ----------- | ------ | ------ | ------ |
| 2021            | Kashiwa Reysol  | J1              | 3          | -5         | CG+CdL          | 5+1             | -7,0            |                    | -                  | -                  |             | -           | -           | 9      | -12    |        |
| 2022            | Kashiwa Reysol  | J1              | 20         | -31        | CG+CdL          | 5+1             | -7,-2           |                    | -                  | -                  |             | -           | -           | 26     | -40    |        |
| 2023            | Kashiwa Reysol  | J1              | 3          | -4         | CG+CdL          | 3+0             | -4,0            |                    | -                  | -                  |             | -           | -           | 6      | -8     |        |
| 2024            | Kashiwa Reysol  | J1              | 3          | -5         | CG+CdL          | 2+0             | -2,0            |                    | -                  | -                  |             | -           | -           | 5      | -7     |        |
| Totale carriera | Totale carriera | Totale carriera | 29         | -45        |                 | 17              | -22             |                    | -                  | -                  |             | -           | -           | 46     | -67    |        |

### Cronologia presenze e reti in nazionale
| Cronologia completa delle presenze e delle reti in nazionale ― Giappone under 23 | Cronologia completa delle presenze e delle reti in nazionale ― Giappone under 23 | Cronologia completa delle presenze e delle reti in nazionale ― Giappone under 23 | Cronologia completa delle presenze e delle reti in nazionale ― Giappone under 23 | Cronologia completa delle presenze e delle reti in nazionale ― Giappone under 23 | Cronologia completa delle presenze e delle reti in nazionale ― Giappone under 23 | Cronologia completa delle presenze e delle reti in nazionale ― Giappone under 23 | Cronologia completa delle presenze e delle reti in nazionale ― Giappone under 23 |
| Data                                                                             | Città                                                                            | In casa                                                                          | Risultato                                                                        | Ospiti                                                                           | Competizione                                                                     | Reti                                                                             | Note                                                                             |
| -------------------------------------------------------------------------------- | -------------------------------------------------------------------------------- | -------------------------------------------------------------------------------- | -------------------------------------------------------------------------------- | -------------------------------------------------------------------------------- | -------------------------------------------------------------------------------- | -------------------------------------------------------------------------------- | -------------------------------------------------------------------------------- |
| 26-10-2021                                                                       | Hirono                                                                           | Giappone under 23                                                                | 4 – 0                                                                            | Cambogia under 23                                                                | Qualificazioni Coppa d'Asia AFC Under-23 2022                                    | -                                                                                |                                                                                  |
| 29-3-2022                                                                        | Dubai                                                                            | Arabia Saudita under 23                                                          | 0 – 1                                                                            | Giappone under 23                                                                | Amichevole                                                                       | -                                                                                |                                                                                  |
| 26-9-2022                                                                        | Castel di Sangro                                                                 | Italia under 23                                                                  | 1 – 1                                                                            | Giappone under 23                                                                | Amichevole                                                                       | -1                                                                               |                                                                                  |
| 18-11-2022                                                                       | Siviglia                                                                         | Spagna under 23                                                                  | 2 – 0                                                                            | Giappone under 23                                                                | Amichevole                                                                       | -2                                                                               |                                                                                  |
| 17-10-2023                                                                       | Phoenix                                                                          | Stati Uniti under 23                                                             | 4 – 1                                                                            | Giappone under 23                                                                | Amichevole                                                                       | -4                                                                               |                                                                                  |
| Totale                                                                           |                                                                                  | Presenze                                                                         | 5                                                                                |                                                                                  | Reti                                                                             | -7                                                                               |                                                                                  |